# Episodi di Rick & Steve: The Happiest Gay Couple in All the World (seconda stagione)
La seconda stagione della serie televisiva Rick & Steve: The Happiest Gay Couple in All the World, composta da 8 episodi, non è mai stata trasmessa in Italia
Negli Stati Uniti d'America è trasmessa dall'11 novembre 2008 da Logo.
| nº | Titolo originale                 | Prima TV USA     | Prima TV Italia |
| -- | -------------------------------- | ---------------- | --------------- |
| 1  | Labor Days                       | 11 novembre 2008 | Inedita         |
| 2  | Wickeder                         | 18 novembre 2008 | Inedita         |
| 3  | Mom Fight                        | 25 novembre 2008 | Inedita         |
| 4  | Death of a Lesbian Bed           | 2 dicembre 2008  | Inedita         |
| 5  | Swallowing Pride                 | 16 dicembre 2008 | Inedita         |
| 6  | House of Race Cards              | 6 gennaio 2009   | Inedita         |
| 7  | The Only Straight in the Village | 13 gennaio 2009  | Inedita         |
| 8  | Married Christmess               | 27 gennaio 2009  | Inedita         |

## Labor Days
- Diretto da: Q. Allan Brocka
- Scritto da: Q. Allan Brocka

### Trama
Il lavoro di Dana continua e Kirsten chiede a Rick e Steve di aiutarla a scegliere un nome da bambino. Si scopre che Rick ha un intero baule pieno di ricordi sessuali. Evan partecipa ad una convention di blogger e viene liquidato da Perez Hilton e Arianna Huffington, così inizia a filmare video ancora più oltraggiosi così da mantenere il suo status di celebrità vivo. I genitori di Dana convincono Dana a nominare il bambino in memoria del suo defunto fratello Dick ma Dana dà alla luce una ragazza che chiama Dixie come il personaggio drag di suo fratello.

## Wickeder
- Diretto da: Q. Allan Brocka
- Scritto da: Q. Allan Brocka

### Trama
Dopo essere stato catturato in un tornado mentre portava Dixie a casa dall'ospedale, il gruppo atterra nel bel mezzo di un campo di grano e prontamente esaurisce il gas. Steve e Dana raggiungono Emerald Joe per fare benzina mentre Kirsten e Rick leggono a Dixie una versione "queer revisionist" del mago di Oz. Condi appare come Crow-hag, Chuck nei panni di Tin Man ed Evan nel ruolo del Cowardly Twink, mentre Steve e Dana spalancano la propria Dorothy e il proprio Toto. Kirsten si preoccupa che Dixie abbia un legame con tutti tranne che con lei.

## Mom Fight
- Diretto da: Q. Allan Brocka
- Scritto da: Q. Allan Brocka

### Trama
Le madri di Rick e Steve si presentano entrambe per la festa della mamma, ed si odioano a prima vista. Dana e Kirsten litigano per la festa della mamma dopo che Rick e Steve hanno comprato loro un buono regalo per una mamma spa, ma alla fine si sono riconciliati inventando la loro tradizione della Festa della mamma. Dopo che Evan sfida Chuck a uscire e prendere un ragazzo nella loro "notte libera", Chuck ha il sesso più incredibile della sua vita - con una donna. Evan cerca di vendicarsi del sesso con Condi, ma è così gay che deve provare il movimento ex-gay solo per eccitarsi.

## Death of a Lesbian Bed
- Diretto da: Q. Allan Brocka
- Scritto da: Q. Allan Brocka

### Trama
Dopo che i loro amici Ebony e Ivory hanno passato la morte del letto lesbico, Dana teme che Kirsten non sia più attratta da lei perché è ancora grassa dopo la gravidanza. I ragazzi e Condi vanno in tour nella Underground West Lahunga Beach, e scoprono che Lance Bass (interpretando se stesso) sta sorvegliando la storia segreta del quartiere gay.

## Swallowing Pride
- Diretto da: Q. Allan Brocka
- Scritto da: Q. Allan Brocka

### Trama
La banda va a San Francisco per il Gay Pride. Mentre è lì, Chuck decide di fare tutto quello che ha sempre voluto fare prima di morire, ma Evan teme che non ci saranno più soldi se Chuck farà tutto quello che vuole ed è per questo che troverò dei modi per aiutare Chuck a fare tutto gratis. Gli altri scoprono che le loro vite virtualmente normali sono considerate stereotipi dai radicali gay di San Francisco, e sono esiliati da Castro. Tuttavia, scoprono che un altro exile sta pianificando di provocare vendetta sulla città facendola saltare in aria non appena il sindaco Gavin Screwsome termina il suo discorso di proclamazione.

## House of Race Cards
- Diretto da: Q. Allan Brocka
- Scritto da: Q. Allan Brocka

### Trama
Dopo aver confrontato i suoi parenti acquisiti con Gorilla in the Mist, Steve cerca di rassicurarsi sul fatto che non sia razzista. Il suo compagno di palestra afroamericano Tyler non è propenso a dare il beneficio del dubbio a Steve o al loro amico di palestra JP - che dice di non essere omofobico, ma evita di fare la doccia dopo l'allenamento così i gay non lo vedono nudo - e li porta entrambi in un bar gay nero a South Lahunga Beach, così affronteranno i loro pregiudizi inconsci. Pussy attira Dixie fuori dal vivaio nel tentativo di liberarsi di lei, e Kirsten teme che possa essere la madre peggiore del mondo mentre si sforza di trovare il bambino.

## The Only Straight in the Village
- Diretto da: Q. Allan Brocka
- Scritto da: Q. Allan Brocka

### Trama
Le celebrità dei tabloid Gina Michaels e Manfred Dax si sono trasferite a West Lahunga Beach dopo essere state rilasciate dalla riabilitazione. Dopo che Anderson Pooper ha mandato in onda un notiziario secondo cui le bande lesbiche terrorizzano West Lahunga, Dana e molti dei suoi amici lo affrontano per chiedere una ritrattazione. Kirsten e Rick prendono Dixie per il suo primo controllo medico dopo aver scoperto che lei sembra avere superpoteri insoliti.

## Married Christmess
- Diretto da: Q. Allan Brocka
- Scritto da: Q. Allan Brocka

### Trama
Quando arriva il conto per la nomina del medico di Dixie, Dana e Steve accettano a malincuore di avere un matrimonio fittizio in modo che Dixie possa ottenere l'assicurazione sanitaria di Steve - ma la madre di Steve è determinata a trasformarla in una cosa reale. Homeland Security va in giro per deportare chiunque con un accento messicano, spingendo Chuck ad aiutare la madre di Evan a sembrare e parlare in modo più americano. La serie termina con un cliffhanger, quando il dottor Nerdlinger arriva con i risultati del test di paternità di Dixie - il padre Rick, Steve o qualcun altro?